# Lestagella
Lestagella is een geslacht van haften (Ephemeroptera) uit de familie Teloganodidae.

## Soorten
Het geslacht Lestagella omvat de volgende soorten:
- Lestagella penicillata